# David Crane (producteur)
Pour les articles homonymes, voir David Crane.
David Crane (10 août 1957) est cocréateur, coscénariste et coproducteur de Friends et de Dream on avec Marta Kauffman, et de La Classe, avec son compagnon Jeffrey Klarik.

## Filmographie

### Acteur

#### Séries télévisées
- 1996 : Friends : Director

### Producteur

#### Séries télévisées
- 1991-1992 : Dream On
- 1993 : Family Album
- 1994-2004 : Friends
- 1997-2000 : Les Dessous de Veronica
- 1998-2000 : Jesse
- 2006-2007 : The Class
- 2011-2017 : Episodes

#### Téléfilms
- 1994 : Couples
- 2004 : Friends: The One Before the Last One - Ten Years of Friends

### Parolier

#### Cinéma
- 2013 : Les Miller, une famille en herbe

#### Télévision

##### Séries télévisées
- 1990 : Dream On
- 1995 : Top of the Pops
- 1996 : 3e planète après le soleil
- 2004 : Idool 2004
- 2009 : Les Griffin
- 2010-2011 : 20 to 1
- 2011 : Dancing with the Stars
- 2012 : The Tonight Show with Jay Leno
- 2015 : Back in Time for Dinner
- 2015 : Unbreakable Kimmy Schmidt
- 2017 : Beat Shazam
- 2017 : Debo decir
- 2017 : The Tonight Show Starring Jimmy Fallon

### Scénariste

#### Courts-métrages
- 1996 : Crashendo

#### Télévision

##### Séries télévisées
- 1987 : Everything's Relative
- 1990-1996 : Dream On
- 1991 : Sunday Dinner
- 1992-1993 : The Powers That Be
- 1993 : Family Album
- 1994-2004 : Friends
- 1997-2000 : Les dessous de Veronica
- 2004-2006 : Joey
- 2006-2007 : The Class
- 2011-2017 : Episodes

##### Téléfilms
- 1994 : Couples
- 2004 : Friends: The One Before the Last One - Ten Years of Friends